# Xã Connoquenessing, Quận Butler, Pennsylvania
Xã Connoquenessing (tiếng Anh: Connoquenessing Township) là một xã thuộc quận Butler, tiểu bang Pennsylvania, Hoa Kỳ. Năm 2010, dân số của xã này là 4.170 người.